# Pijlkruidkever
De pijlkruidkever (Donacia dentata) is een keversoort uit de familie bladkevers (Chrysomelidae). De wetenschappelijke naam van de soort werd in 1795 gepubliceerd door Hoppe.